# Tristan Tate
Tristan Tate (Chicago, 15 luglio 1988) è un ex kickboxer e personaggio televisivo statunitense con cittadinanza britannica, oltre ad essere fratello di Andrew Tate .

## Biografia
Figlio del giocatore di scacchi Emory Tate e fratello del kickboxer professionista Andrew Tate, ha vissuto la maggior parte della sua vita nella città britannica Luton, dove ha anche cominciato la sua carriera da kickboxer presso la palestra Storm Gym con debutto nel 2011. Tristan Tate è stato detentore di 2 titoli ISKA del campionato europeo nella divisione light heavyweight.

## Controversie legali

### Romania
Il 29 dicembre 2022 viene localizzato e arrestato dalla polizia rumena, insieme al fratello Andrew, con l'accusa di sequestro di persona e sfruttamento della prostituzione. Il 31 marzo 2023 la Corte d'Appello di Bucarest ha ordinato di far scontare l'ultimo periodo di custodia cautelare ponendo i due fratelli agli arresti domiciliari, in attesa di un processo definitivo.  Il 4 agosto dello stesso anno Tristan Tate e il fratello Andrew sono stati rilasciati dagli arresti domiciliari con la condizione di non poter uscire dalla Romania fino al 2 ottobre, dovendo quindi rimanere per 60 giorni in libertà vigilata.

### Regno Unito
Il 28 maggio 2025 i pubblici ministeri britannici hanno autorizzato 21 capi d'accusa contro i fratelli Tate, dichiarando di di aver autorizzato le accuse contro i due uomini prima che venisse emesso un mandato di estradizione nel 2024 dal pubblico ministero rumeno. La proceduta della Procura è stata avviata a seguito di alcuni fascicoli con prove per le accuse presentate alla polizia del Bedfordshire avvenute nel Regno Unito riguardanti tre presunte vittime, tra cui stupro e lesioni personali effettive, traffico di esseri umani e sfruttamento della prostituzione a scopo di lucro.